# Tiền tại ngoại
Tiền tại ngoại là món tiền hoặc sở hữu giá trị hứa nộp cho tòa án để nghi can khỏi bị tạm giam trong khi chờ đợi ngày hầu tòa. Nếu không trình diện vào ngày ấn định thì món tiền này sẽ bị tòa án trưng thu. 
Số tiền này được hoàn lại cho nghi can khi các thủ tục ra hầu tòa được thi hành đầy đủ.